# José María Vargas Vila
José María Vargas Vila (Bogotà, 23 giugno 1860 – Barcellona, 23 maggio 1933) è stato uno scrittore colombiano.
Fu anche giornalista, attivista politico e diplomatico. È considerato tra i più controversi scrittori della sua epoca, a causa della sua ostilità nei confronti del clero, della società conservatrice e dell'imperialismo praticato dagli Stati Uniti.

## Biografia

### La giovinezza
In gioventù si alterna tra il lavoro di maestro, che esercita in numerosi posti compresa la capitale Bogotà, e il mestiere del soldato, partecipando alle guerre civili sotto il comando di Santos Acosta e Daniel Hernández, comandanti delle truppe liberali radicali. Nel 1884 pubblica su una rivista il suo primo racconto breve, Recuerdos de mi primera comunión (ricordi della mia prima comunione). Nel 1885 le truppe liberali radicali per cui parteggia attivamente vengono sconfitte. Nel 1886, temendo di essere arrestato e giustiziato, attraversa la frontiera con il Venezuela e si stabilisce in una cittadina nei pressi del confine, Rubio. Nel 1894 viene espulso anche dal Venezuela e si trasferisce a New York. Oltre alla carriera di letterato, intrapresa fin dal 1887 con la pubblicazione di Aura o las violetas, fonda o cofonda numerose riviste, tra le quali spiccano l'Eco Andino e Los Refractarios.

### In Europa
Nel 1898 il presidente dell'Ecuador lo nomina Ambasciatore presso la Santa Sede vaticana, e lui si trasferisce a Roma. Nonostante abbia accettato l'incarico nutre un profondo rancore verso la chiesa romana. L'ostilità è ricambiata dalle autorità del Vaticano, a causa di alcune pubblicazioni in cui Vargas Vila assume posizioni estremamente critiche, se non direttamente offensive, nei confronti delle gerarchie ecclesiastiche.
Uno degli atti più apertamente polemici compiuti durante il suo mandato a Roma avviene quando rifiuta di inginocchiarsi di fronte al Papa, giustificando il gesto con le parole "io non piego le ginocchia di fronte a nessun mortale". Nel 1900 pubblica a Roma la sua controversa novella Ibis e visita l'esposizione universale di Parigi; durante questo viaggio conosce il poeta nicaraguense Rubén Darío che, colpito, scriverà dell'incontro. Il suo incarico romano non dura a lungo; dal 1904 è prima a Parigi, quindi a Madrid e poi di nuovo a Parigi, fino a quando si trasferisce in pianta stabile in Spagna, a Barcellona. In Sudamerica tornerà molto raramente, perché si sente invecchiato, la terra natìa gli pare lontana nei fatti, anche se non nell'affetto e nell'ardore degli scritti; soprattutto, è sgradito a molti governi e denigrato dagli intellettuali vicini alle posizioni dei suoi nemici.

### Gli ultimi anni, la morte e la sepoltura
Nel 1923 compie l'ultimo viaggio in Sudamerica, trascrivendo le sue memorie in un diario che sarà pubblicato col titolo Odisea romántica. Diario de viaje a la República Argentina. Per un certo periodo, vive a Cuba assieme al figlio adottivo. Tornato in Spagna prosegue la sua attività di letterato, ma la salute precaria gli impedisce di viaggiare spesso. La consapevolezza della fine imminente lo accompagna per alcuni anni, finché la morte non arriva, nel 1933, a Barcellona, sua residenza spagnola. Nelle volontà testamentarie dichiara di voler essere sepolto in Spagna. Nel 1981 le sue ultime volontà saranno ignorate: in un impeto di orgoglio nazional-culturale, la sua salma viene traslata in Colombia e sepolta nel Cimitero Centrale di Bogotà: una celebrazione tardiva che avviene quando la sua figura di letterato, e soprattutto di uomo, è riabilitata dalla scomparsa del contesto storico che l'aveva messo al bando tramite l'ostilità del potere politico e delle élite culturali conservatrici. Eppure sarà di nuovo dimenticato:
(Dalla rivista Ciudad Viva, giugno 2008)

## L'uomo e il letterato
callado y solitario recorre las ciudades,

y ninguno alimenta rebaño de ilusiones,

como este luminoso pastor de tempestades.»

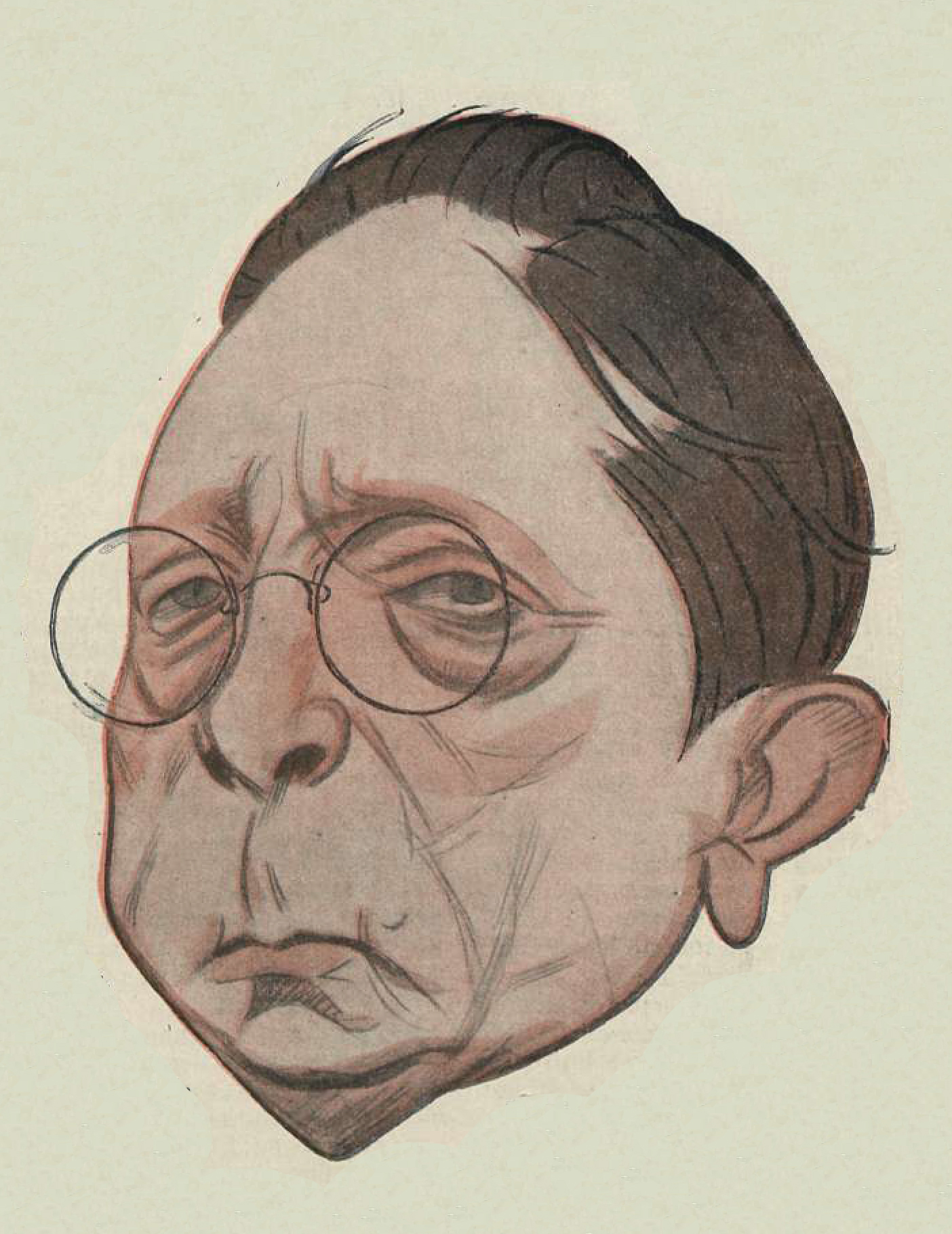
Vargas Vila

silenzioso e solitario attraversa le città,

e nessuno alimenta un crogiuolo di illusioni,

come questo luminoso pastore di tempeste.»
(Rubén Darío)

### L'ostilità verso i conservatori, il clero e gli Stati Uniti
Vargas Vila cresce in una Bogotà ottocentesca molto diversa dalla popolosa metropoli dei giorni nostri. La città è un insieme disordinato di quartieri modesti e cenciosi, con le case accatastate a ridosso dei trenta campanili delle chiese coloniali, le strade sono popolate da contadini nullatenenti e vecchie donne rese vedove dalle guerre civili. È questo contesto ad alimentare l'odio di Vargas Vila nei confronti delle prepotenze quotidiane e del disinteresse dei conservatori benestanti; sempre in questo contesto matura l'avversione per un clero che, come capitato in altri luoghi e in altri tempi, si interessa ben poco delle questioni di fede, limitandosi ad utilizzarla per i propri scopi. Del resto, la povertà nella Bogotà dell'800 è molto diffusa e appartenere alla Chiesa è un modo per garantirsi un certo benessere, vocazione o non vocazione. Gli Stati Uniti, invece, con la loro invadenza politica, economica e militare sono colpevoli di condizionare, destabilizzare e mantenere in un ruolo subalterno, di conseguenza impoverendole, le nazioni ispanofone del continente americano.

### Lo scrittore appassionato e l'uomo schivo e solitario
A fronte della passione infusa nelle sue opere, Vargas Vila era un uomo schivo, taciturno, solitario. È difficile stabilire quanto fosse schivo per vocazione, quanto per l'isolamento culturale a cui era soggetto in Sudamerica e quanto, nel delineare la sua figura di uomo, abbiano inciso le descrizioni ripetutamente denigratorie dei suoi detrattori.
Ecco come lo descrisse il letterato Claudio de Alas dopo un incontro avvenuto a New York nel 1904:
(Claudio de Alas)